# أوداتشني
أوداتشني (بالروسية: Удачный) هي إحدى مدن روسيا في الكيان الفدرالي الروسي ياقوتيا.

## المناخ
يظهر الجدول التالي التغييرات المناخية على مدار السنة لأوداتشني:
| البيانات المناخية لـأوداتشني                       | البيانات المناخية لـأوداتشني | البيانات المناخية لـأوداتشني | البيانات المناخية لـأوداتشني | البيانات المناخية لـأوداتشني | البيانات المناخية لـأوداتشني | البيانات المناخية لـأوداتشني | البيانات المناخية لـأوداتشني | البيانات المناخية لـأوداتشني | البيانات المناخية لـأوداتشني | البيانات المناخية لـأوداتشني | البيانات المناخية لـأوداتشني | البيانات المناخية لـأوداتشني | البيانات المناخية لـأوداتشني |
| الشهر                                              | يناير                        | فبراير                       | مارس                         | أبريل                        | مايو                         | يونيو                        | يوليو                        | أغسطس                        | سبتمبر                       | أكتوبر                       | نوفمبر                       | ديسمبر                       | المعدل السنوي                |
| -------------------------------------------------- | ---------------------------- | ---------------------------- | ---------------------------- | ---------------------------- | ---------------------------- | ---------------------------- | ---------------------------- | ---------------------------- | ---------------------------- | ---------------------------- | ---------------------------- | ---------------------------- | ---------------------------- |
| متوسط درجة الحرارة الكبرى °م (°ف)                  | −35.2 (−31.4)                | −30.3 (−22.5)                | −17.6 (0.3)                  | −6.1 (21.0)                  | 3.8 (38.8)                   | 15.6 (60.1)                  | 20.1 (68.2)                  | 15.8 (60.4)                  | 6.3 (43.3)                   | −7.7 (18.1)                  | −25.4 (−13.7)                | −31.5 (−24.7)                | −7.7 (18.2)                  |
| المتوسط اليومي °م (°ف)                             | −39.4 (−38.9)                | −35.2 (−31.4)                | −24.3 (−11.7)                | −12.6 (9.3)                  | −0.8 (30.6)                  | 10.1 (50.2)                  | 14.2 (57.6)                  | 10.2 (50.4)                  | 2.1 (35.8)                   | −11.5 (11.3)                 | −29.8 (−21.6)                | −36.0 (−32.8)                | −12.7 (9.1)                  |
| متوسط درجة الحرارة الصغرى °م (°ف)                  | −43.6 (−46.5)                | −40.0 (−40.0)                | −30.9 (−23.6)                | −19.0 (−2.2)                 | −5.4 (22.3)                  | 4.6 (40.3)                   | 8.4 (47.1)                   | 4.6 (40.3)                   | −2.0 (28.4)                  | −15.3 (4.5)                  | −34.1 (−29.4)                | −40.4 (−40.7)                | −17.8 (0.0)                  |
| الهطول مم (إنش)                                    | 12 (0.5)                     | 9 (0.4)                      | 11 (0.4)                     | 16 (0.6)                     | 27 (1.1)                     | 46 (1.8)                     | 59 (2.3)                     | 50 (2.0)                     | 34 (1.3)                     | 28 (1.1)                     | 20 (0.8)                     | 14 (0.6)                     | 326 (12.9)                   |
| المصدر: http://en.climate-data.org/location/30312/ |                              |                              |                              |                              |                              |                              |                              |                              |                              |                              |                              |                              |                              |